# Nicolas Hayek

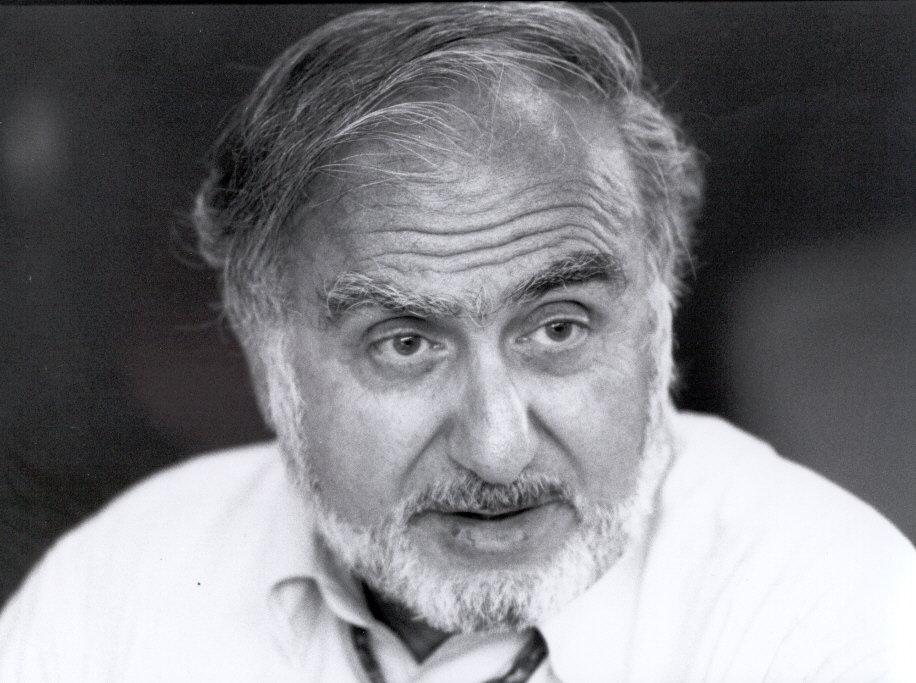
Nicolas Hayek (1992)

Nicolas George Hayek (* 19. Februar 1928 in Beirut, Libanon; † 28. Juni 2010 in Biel/Bienne) war ein Schweizer Unternehmer. Er war Gründer der Swatch Group sowie Präsident und Delegierter des Verwaltungsrates.

## Familie
Hayek wuchs in Beirut weitgehend in der Obhut seiner libanesischen Mutter Linda Hayek, geborene Tamer, auf. Sein Vater George Nicolas Hayek arbeitete als Zahnchirurg und war libanesisch-US-amerikanischer Doppelbürger. Seine Familie gehörte zur griechisch-orthodoxen Oberschicht im Libanon. Die Familie zog 1949 in die Schweiz.
Dort heiratete er 1951 Marianne Mezger (1930–2023), die aus einer Industriellenfamilie stammte und als Au-pair-Mädchen bei seiner libanesischen Familie gearbeitet hatte. 1964 wurde Hayek nach fünf Jahren Ehe Schweizer Bürger, heimatberechtigt in Meisterschwanden, wo er auch mit der Familie wohnte.
Der gemeinsame Sohn Nick ist Präsident der Konzernleitung, die gemeinsame Tochter Nayla wurde nach dem Tod ihres Vaters zur Präsidentin des Verwaltungsrates der Swatch Group gewählt.
Hayek starb am 28. Juni 2010 im Alter von 82 Jahren an Herzversagen in seinem Unternehmen in Biel. Die Beerdigung fand im engsten Familienkreis statt. Bei der öffentlichen Gedenkfeier im Berner Kursaal nahmen mehr als tausend Menschen Abschied.

## Ausbildung
Hayek besuchte zunächst die französische Jesuitenschule und anschliessend die Oberschule. Er studierte Mathematik, Physik und Chemie.

## Beruf und Selbständigkeit
Ab 1950 begann Hayeks eigentliche berufliche Karriere: Er arbeitete in der Mathematikabteilung einer Schweizer Rückversicherung, übernahm ab 1951 verschiedene Posten in der Industrie, wo er erste Management-Erfahrungen sammelte, darunter vor allem in der Maschinenbaufirma seines Schwiegervaters Eduard Mezger. Diese leitete er einige Zeit, weil sein Schwiegervater krankheitsbedingt ausgefallen war. Der unkonventionell auftretende Hayek räumte bald wieder diesen Posten und suchte eine Beschäftigung, die ihm die Möglichkeit bot, «jeden Tag etwas dazuzulernen» und seine Erfahrung und das aufgebaute Beziehungsnetz besser zu nutzen.

### Hayek Engineering
1957 gründete er mit einem Kredit von CHF 4'000 eine Unternehmensberatung in Zürich. Industrieaufträge von grossen deutschen Konzernen folgten. 1963 liess er sein Unternehmen „Hayek Engineering“ in das Schweizer Handelsregister eintragen. Bis 1979 gelang es Hayek, mehr als 300 Grosskunden aus mehr als 30 Ländern zu gewinnen, wobei er insbesondere mit seinem Management-Credo sehr erfolgreich war: «Die rarste Ressource, die wir haben, sind Unternehmertypen im Top-Management.»
Hayek Engineering hatte 2009 rund 150 Mitarbeiter. Neben dem Hauptsitz Hayek Engineering AG in Zürich bestanden bis zu ihrer jeweiligen Auflösung Niederlassungen in Deutschland und Frankreich: die Hayek Engineering (Deutschland) GmbH in Eschborn und die Hayek France S.A. in Paris.

### Swatch-Group

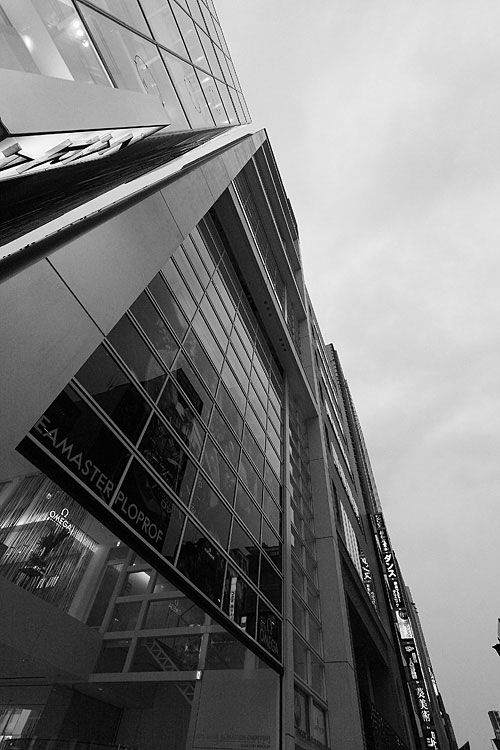
Das Büro- und Geschäftsgebäude Nicolas G. Hayek Center der Swatch-Group im Tokioter Geschäftsviertel Ginza

Nicolas G. Hayek war Mitbegründer und ab 1986 Chairman und Delegierter des Verwaltungsrates der Swatch Group mit Sitz in Biel.
Ab 1980 war Hayek als strategischer Berater für die Uhrenfirma SSIH (Société Suisse pour l’Industrie Horlogère) und ab 1982 auch für den wichtigsten Schweizer Uhrenbestandteil- und Uhrwerkhersteller ASUAG tätig. Diese waren, wie fast die gesamte Schweizer und auch die internationale traditionelle Uhrenindustrie, durch den ausserordentlich starken Wertverlust des US-Dollars gegenüber den europäischen Währungen und durch die mit dem Markterfolg der Quarzuhr entstandene Quarzkrise in massive wirtschaftliche Schwierigkeiten geraten. Er empfahl die Fusion der beiden Unternehmen, legte dafür die Richtlinien fest und entwickelte die künftige Unternehmensstrategie. Beim 1983 vollzogenen Zusammenschluss beteiligte er sich auch finanziell. So entstand das neue Unternehmen SMH (Société de Microélectronique et d’Horlogerie / Schweizerische Gesellschaft für Mikroelektronik und Uhrenindustrie), das 1998 in The Swatch Group AG umbenannt wurde.
Mit grossem Selbstbewusstsein begann Hayek das für die Schweiz revolutionäre Konzept der elektronischen Qualitätsuhr und die 1983 lancierte Marke Swatch durchzusetzen. Das Erfolgsgeheimnis der Swatch-Uhren bestand darin, dass deren Komponenten von bisher 151 Einzelteilen für herkömmliche Quarzuhren auf 51 genormte Teile verringert wurden, der Mechanismus in einen gespritzten Plastikkörper eingeschweisst und ein Verkaufspreis von 80 bis 100 Schweizer Franken anvisiert wurde. 1981 erfolgte die Vorstellung der ersten Uhren, deren Markenname von Second Watch, Swiss Watch, S-Watch endgültig zu Swatch mutiert war. Diese wurden zunächst in den USA vermarktet. Immer neue, von Künstlern kreierte Kollektionen wurden lanciert. 1984 waren bereits 800'000 Exemplare verkauft.
Hayek ging seinen unternehmerischen Weg konsequent weiter. Er platzierte Uhren-Nobelmarken wie Tissot, Blancpain, Omega, Longines, Rado, Certina, Hamilton, aber auch Billigprodukte wie die Kinderuhr Flik Flak präzise im Markt. 1994 betrug der Anteil der Schweizer Uhren im Weltmarkt 53 Prozent.

### Smart
Eines der Lieblingsprojekte Hayeks war das Konzept des Smart-Autos (Swatch-Mobil), ein Mikrokompaktfahrzeug mit umweltverträglichem Elektroantrieb oder Hybridantrieb. Das Konzept wurde zunächst mit VW und ab 1994 in Kooperation mit Daimler-Benz entwickelt. Bis Anfang 1994 entstanden lediglich zwei Designstudien. 1997 wurde das Fahrzeug dann erstmals der Öffentlichkeit vorgestellt – allerdings ohne Elektro- oder Hybridantrieb. Helmut Kohl hielt die Eröffnungsrede zum Produktionsbeginn in Hambach (Lothringen). In der Folge stieg Hayek aus dem Projekt aus, weil es nicht mehr seinen ursprünglichen Vorstellungen entsprach. Am 1. November 1998 verkaufte er seine Anteile an Mercedes, die das Fahrzeug zunächst als smart City-Coupé bzw. Cabrio, ab 2004 als Smart Fortwo produzierte und verkaufte.

### Belenos Clean Power
Hayek engagierte sich für die Entwicklung nachhaltiger Energiegewinnungs- und Energieverwendungstechnologien. Zu diesem Zweck gründete er 2007 mit verschiedenen Partnern die Belenos Clean Power, welche zusammen mit dem Paul Scherrer Institut (PSI) Forschungen zu Batterielösungen vorantreibt, Stand 2025 ist sie eine 100%ige Swatch-Tochter.

## Gesellschaft und Politik

### Leopard-Panzer
1984 erwog die Militärkommission des Schweizer Nationalrats den Kauf deutscher Leopard-Panzer. Die Schweizer Rüstungsindustrie und ihre Vertreter in der Politik propagierten den Eigenbau. Als hinzugezogener Experte stellte Hayek fest, dass der Lizenzbau in der Schweiz 300–400 Prozent teurer gekommen wäre als der Kauf beim deutschen Hersteller. Zuerst als «Vaterlandsverräter» verleumdet, bekam Hayek schliesslich Recht und wurde von der Presse zum Unternehmer des Jahres erklärt.

### ETH Zürich
1985 trug Hayek dazu bei, die ETH Zürich neu auszurichten und den Personalstopp zu beenden, den der Bund Mitte der 1970er Jahre über die zwei bundeseigenen Schweizer Hochschulen ETH Zürich und ETH Lausanne (EPFL) verhängt hatte. Damit hatte er «ein Tabu gebrochen» – «Die ETH muss sich total frei von Einflüssen entwickeln», sagte er.

### Rütlifeier
2007 übernahm Hayek gemeinsam mit Johann Schneider-Ammann und anderen die Sicherheitskosten der Rütlifeier (Grössenordnung CHF 100'000–200'000), «aus Sorge um den Ruf der Schweiz im Ausland». Damit hatten die Geldgeber die Bedenken der öffentlichen Verwaltung überwunden und «die Rütlifeier gerettet».

### Schweizer Grossbanken
Im September 2009 forderte Hayek anlässlich einer Pressekonferenz in Bern gemeinsam mit den Politikern Christoph Blocher (SVP) und Christian Levrat (SP), die seiner Einladung gefolgt waren, dass Schweizer Grossbanken wie UBS und Credit Suisse künftig nicht mehr so gross sein dürfen, dass der Staat sie nicht scheitern lassen kann («Too Big to Fail»). Staatliche Regeln müssten daher den Banken «die Flügel stutzen». Gemeinsam stemmten sie sich dagegen, dass es nach der Krise so weitergehe wie bis dahin.

## Auszeichnungen

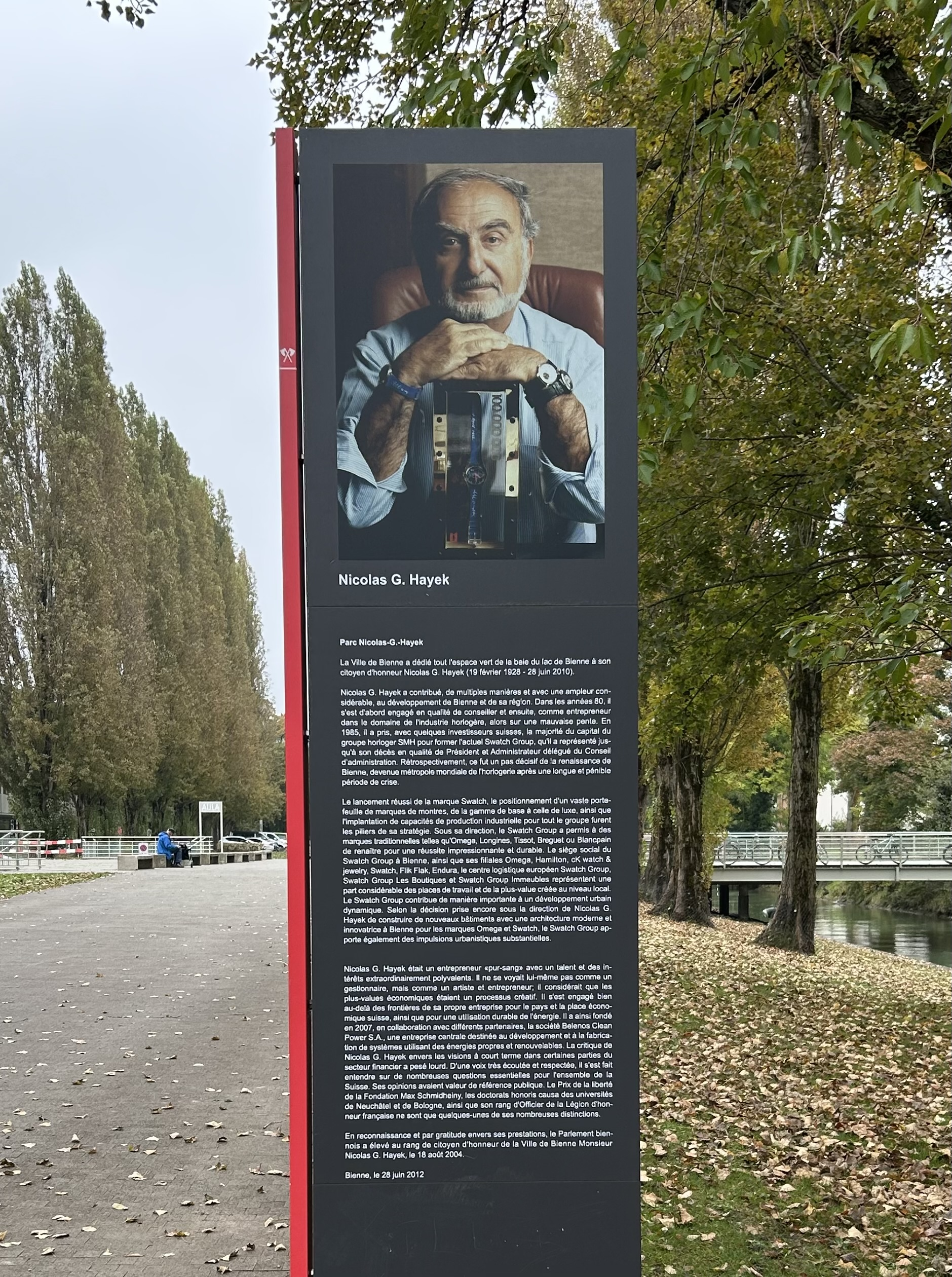
Stele im Hayek-Park am See

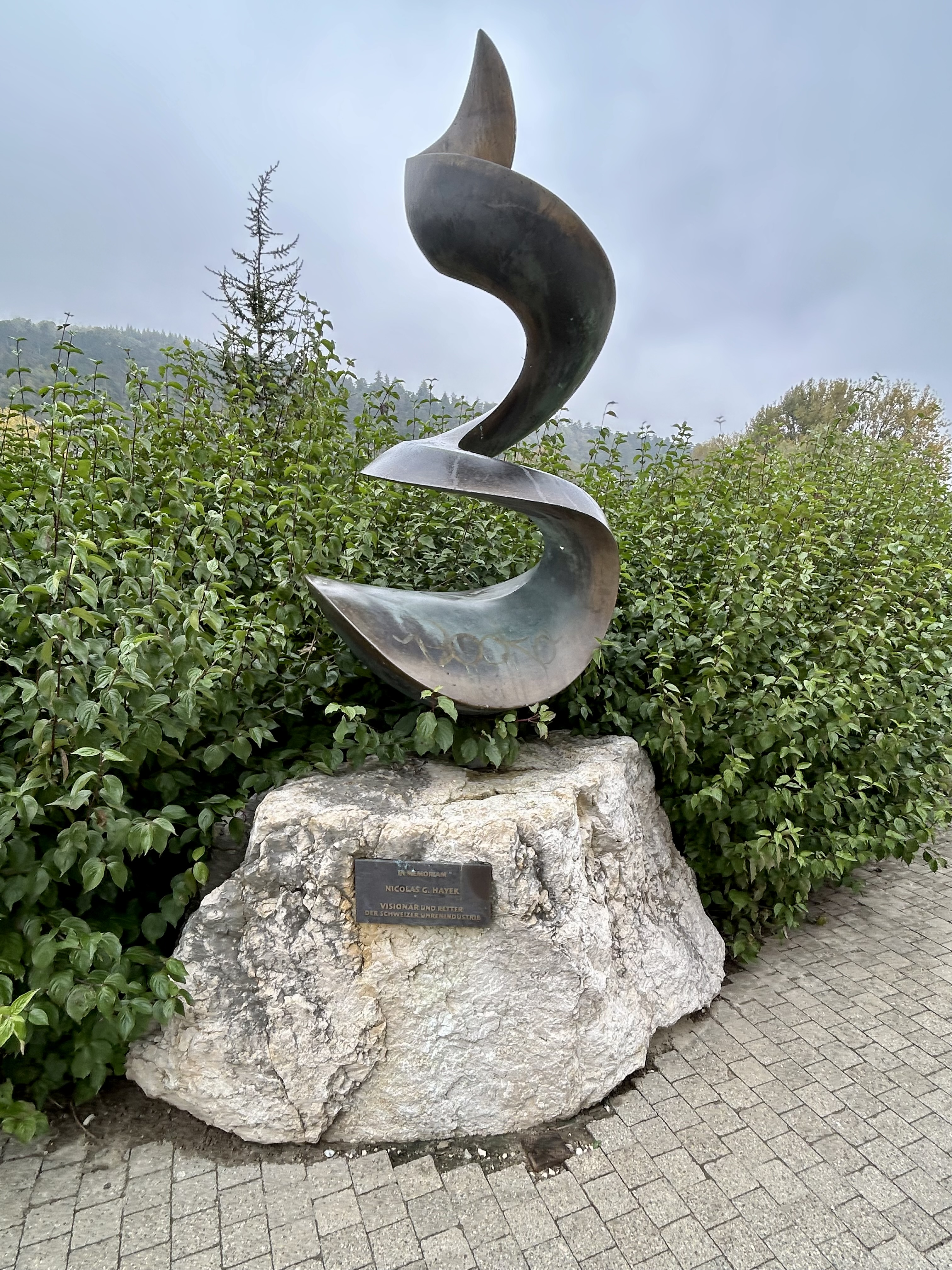
Skulptur

1995 berief ihn Bundeskanzler Helmut Kohl in den „Rat für Forschung, Technologie und Wissenschaft“. Auch vom französischen Präsidenten Chirac wurde er 1996 zum Präsidenten des Innovationsrats für Frankreich ernannt.
- 1993 Freiheitspreis der Max Schmidheiny-Stiftung[25]
- 1996 Ehrendoktor der Universität Neuenburg[25]
- 1998 Ehrendoktor der Universität Bologna[25]
- 2003 Großes Silbernes Ehrenzeichen mit dem Stern für Verdienste um die Republik Österreich[26]
- 2005 Ehrenbürger der Stadt Biel[27]
- 2005 Offizierskreuz der französischen Ehrenlegion (Légion d’honneur)[28]
- 2006 Lifetime-Award des SwissAwards
- 2008 Ehrenbürger von Meisterschwanden[29]
- 2008 Auszeichnung Gaïa 2008 – Preisträger der Kategorie Unternehmergeist[30]
- 2009 Commandeur de l’ordre des Arts et des Lettres des französischen Kulturministeriums[31]

Nach Nicolas Hayek wurde in Biel am Seeufer an der Mündung der Schüss ein Park benannt.

## Schriften
- Nicolas G. Hayek, Josef F. Kümin (Redaktion); Stiftung Freiheit & Verantwortung (Hrsg.): Freiheit, Verantwortung und EU-Beitritt der Schweiz. Rede anlässlich des «Head of Missions Lunch Meetings» von Boris Lazar, Botschafter der Tschechischen Republik, am 16. März 2009 im Kursaal Bern. In: Schriftenreihe Freiheit & Verantwortung. Band 4, Gesellschaft und Kirche Wohin? Mitgliederbrief Nr. 233, Lachen SZ / Stiftung Freiheit & Verantwortung, Kriens LU 2009  (archive.org/swatchgroup.com).